# Дискография Инстасамки
Дискография  российской поп-певицы и рэп-исполнительницы, получившая премию за Исполнительницу Года по версии VK MUSIC Инстасамки состоит из 11 студийных альбомов, 81 синглов и 21 видеоклипов.

## Студийные альбомы
По информации из Apple Music.

Обложка альбома Mamacita

| Born to Flex                                     | - Релиз: 8 июня 2019 - Лейбл: NaMneCash Music, Джем - Формат: цифровая дистрибуция, стриминг                     | — | —  |
| «Трипл малыш»                                    | - Релиз: 30 августа 2019 - Лейбл: NaMneCash Music, Джем - Формат: цифровая дистрибуция, стриминг                 | — | —  |
| Mamacita                                         | - Релиз: 3 апреля 2020 - Лейбл: NaMneCash Music - Формат: цифровая дистрибуция, стриминг                         | — | —  |
| «Спасибо папаша» (совм. с Moneyken)              | - Релиз: 19 июня 2020 - Лейбл: NaMneCash Music - Формат: цифровая дистрибуция, стриминг                          | — | —  |
| «Семейный бизнес» (совм. с Moneyken)             | - Релиз: 31 декабря 2020 - Лейбл: NaMneCash Music - Формат: цифровая дистрибуция, стриминг                       | 1 | —  |
| Moneydealer                                      | - Релиз: 19 ноября 2021 - Лейбл: NaMneCash Music - Формат: цифровая дистрибуция, стриминг                        | 2 | 80 |
| Queen of Rap                                     | - Релиз: 1 июля 2022 - Лейбл: NaMneCash Music - Формат: цифровая дистрибуция, стриминг                           | — | —  |
| Popstar                                          | - Релиз: 16 декабря 2022 - Лейбл: NaMneCash Music - Формат: цифровая дистрибуция, стриминг                       | — | 5  |
| Sped Up Album                                    | - Релиз: 5 мая 2023 - Лейбл: NaMneCash Music - Формат: цифровая дистрибуция, стриминг                            | — | —  |
| «Семейный бизнес 2, pt. 1» (совм. с Moneyken)    | - Релиз: 12 июля 2024 - Лейбл: NaMneCash Music - Формат: цифровая дистрибуция, стриминг                          | — | —  |
| Бумеры и зумеры (совм. с гр. Ленинградом)        | - Релиз: 8 ноября 2024 - Лейбл: NaMneCash Music, ШнурОК, Rocket Records - Формат: цифровая дистрибуция, стриминг | — | —  |
| Rich Witch                                       | - Релиз: 2024-2025 - Лейбл: NaMneCash Music - Формат: цифровая дистрибуция, стриминг                             | — | —  |
| Символ «—» означает, что альбом не попал в чарт. | |   |    |

## Синглы
По информации из Apple Music.
| Год                                             | Название                                          | Высшая позиция в чартах | Высшая позиция в чартах | Высшая позиция в чартах | Высшая позиция в чартах | Высшая позиция в чартах | Высшая позиция в чартах | Высшая позиция в чартах | Высшая позиция в чартах | Альбом              |  |
| Год                                             | Название                                          | Еженедельные чарты      | Еженедельные чарты      | Еженедельные чарты      | Еженедельные чарты      | Еженедельные чарты      | Еженедельные чарты      | Еженедельные чарты      | Еженедельные чарты      | Альбом              |  |
| Год                                             | Название                                          | Россия TopHit YouTube   | Индия IMI Топ-20        | Литва AGATA Топ-100     | Украина TopHit YouTube  | Россия TopHit AllMedia  | Украина TopHit AllMedia | Яндекс-музыка ТопЧарт   | Apple MusicТопЧарт      | Альбом              |  |
| ----------------------------------------------- | ------------------------------------------------- | ----------------------- | ----------------------- | ----------------------- | ----------------------- | ----------------------- | ----------------------- | ----------------------- | ----------------------- | ------------------- |  |
| 2019                                            | «На ходу»                                         | —                       | —                       | —                       | —                       | —                       | —                       | —                       | —                       | Внеальбомный сингл  |  |
| 2019                                            | «Ariflame»                                        | —                       | —                       | —                       | —                       | —                       | —                       | —                       | —                       | «Трипл малыш»       |  |
| 2019                                            | «Heavy Metal»                                     | —                       | —                       | —                       | —                       | —                       | —                       | —                       | —                       | «Трипл малыш»       |  |
| 2019                                            | «Splash Out»                                      | —                       | —                       | —                       | —                       | —                       | —                       | —                       | —                       | Внеальбомные синглы |  |
| 2019                                            | «Kupidon»                                         | —                       | —                       | —                       | —                       | —                       | —                       | —                       | —                       | Внеальбомные синглы |  |
| 2019                                            | «Моё имя Даша»                                    | —                       | —                       | —                       | —                       | —                       | —                       | —                       | —                       | Внеальбомные синглы |  |
| 2019                                            | «Tripple Baby Tour»                               | —                       | —                       | —                       | —                       | —                       | —                       | —                       | —                       | Внеальбомные синглы |  |
| 2019                                            | «Hater»                                           | —                       | —                       | —                       | —                       | —                       | —                       | —                       | —                       | Внеальбомные синглы |  |
| 2019                                            | «GTA» (совм. с CMH)                               | —                       | —                       | —                       | —                       | —                       | —                       | —                       | —                       | Внеальбомные синглы |  |
| 2019                                            | «Мы крутые» (совм. с Moneyken)                    | —                       | —                       | —                       | —                       | —                       | —                       | —                       | —                       | Внеальбомные синглы |  |
| 2020                                            | «Uebok (Gotta Run)» (совм. с Apashe)              | —                       | —                       | —                       | —                       | —                       | —                       | —                       | —                       | Renaissance Album   |  |
| 2020                                            | «Когда меня рожали» (ранее — «АУЕ») (совм. с CMH) | —                       | —                       | —                       | —                       | —                       | —                       | —                       | —                       | Внеальбомные синглы |  |
| 2020                                            | «Polaroid»                                        | —                       | —                       | —                       | —                       | —                       | —                       | —                       | —                       | Внеальбомные синглы |  |
| 2020                                            | «Интервью»                                        | —                       | —                       | —                       | —                       | —                       | —                       | —                       | —                       | Внеальбомные синглы |  |
| 2020                                            | «Bloody Party»                                    | 70                      | —                       | 68                      | —                       | —                       | —                       | —                       | —                       | Внеальбомные синглы |  |
| 2020                                            | «RPG» (совм. с CMH и Пашей Техником)              | —                       | —                       | —                       | —                       | —                       | —                       | —                       | —                       | Внеальбомные синглы |  |
| 2020                                            | «Word Up»                                         | —                       | —                       | —                       | —                       | —                       | —                       | —                       | —                       | Внеальбомные синглы |  |
| 2020                                            | «Витон» (совм. с Moneyken)                        | 40                      | —                       | —                       | 51                      | —                       | 85                      | —                       | —                       | Внеальбомные синглы |  |
| 2020                                            | «Факт»                                            | 70                      | —                       | —                       | 35                      | —                       | 60                      | —                       | —                       | Внеальбомные синглы |  |
| 2020                                            | «Гоба» (совм. с Ганвестом и Moneyken)             | —                       | —                       | —                       | —                       | —                       | —                       | —                       | —                       | Внеальбомные синглы |  |
| 2021                                            | «Mommy»                                           | —                       | —                       | —                       | —                       | —                       | —                       | —                       | —                       | Внеальбомные синглы |  |
| 2021                                            | «Money Day»                                       | —                       | —                       | —                       | —                       | —                       | —                       | —                       | —                       | Внеальбомные синглы |  |
| 2021                                            | «Juicy»                                           | 1                       | —                       | —                       | 3                       | 18                      | 7                       | —                       | —                       | Moneydealer         |  |
| 2021                                            | «Terminal» (совм. с Витей АК)                     | —                       | —                       | —                       | —                       | —                       | —                       | —                       | —                       | Внеальбомный сингл  |  |
| 2021                                            | «Lipsi Ha»                                        | 2                       | —                       | —                       | 1                       | 24                      | 2                       | 1                       | 1                       | Moneydealer         |  |
| 2021                                            | «Витон 2» (совм. с Moneyken)                      | 79                      | —                       | —                       | 79                      | —                       | —                       | —                       | —                       | Внеальбомные синглы |  |
| 2022                                            | «Shake»                                           | 6                       | —                       | —                       | 17                      | 47                      | 75                      | —                       | —                       | Внеальбомные синглы |  |
| 2022                                            | «Снова?»                                          | 21                      | —                       | —                       | 42                      | —                       | 67                      | —                       | —                       | Внеальбомные синглы |  |
| 2022                                            | «Rarara»                                          | 78                      | —                       | —                       | —                       | 98                      | —                       | —                       | —                       | Queen of Rap        |  |
| 2022                                            | «Popstar»                                         | 4                       | —                       | 65                      | 17                      | 36                      | 19                      | 1                       | 1                       | Popstar             |  |
| 2022                                            | «Волосы назад»                                    | 39                      | —                       | —                       | —                       | —                       | —                       | 16                      | —                       | Popstar             |  |
| 2022                                            | «За деньги да»                                    | 1                       | —                       | 11                      | 1                       | 1                       | 4                       | 1                       | 1                       | Popstar             |  |
| 2023                                            | «Отключаю телефон»                                | 3                       | 9                       | —                       | 44                      | 37                      | 93                      | 3                       | 2                       | Внеальбомные синглы |  |
| 2023                                            | «Жара»                                            | 13                      | —                       | —                       | —                       | 67                      | —                       | —                       | —                       | Внеальбомные синглы |  |
| 2023                                            | «Тяги»                                            | 14                      | —                       | —                       | —                       | 63                      | —                       | 84                      | —                       | Внеальбомные синглы |  |
| 2023                                            | «Bestie»                                          | 59                      | —                       | —                       | —                       | —                       | —                       | —                       | —                       | Внеальбомные синглы |  |
| 2023                                            | «В моей голове»                                   | —                       | —                       | —                       | —                       | —                       | —                       | 12                      | —                       | Внеальбомные синглы |  |
| 2023                                            | «Бизнес класс»                                    | —                       | —                       | —                       | —                       | —                       | —                       | —                       | —                       | Внеальбомные синглы |  |
| 2023                                            | «Who I Am»                                        | —                       | —                       | —                       | —                       | —                       | —                       | 26                      | 39                      | Внеальбомные синглы |  |
| 2023                                            | «Альфа-Самка»                                     | —                       | —                       | —                       | —                       | —                       | —                       | —                       | —                       | Внеальбомные синглы |  |
| 2023                                            | «На титанике» (совм. с Лолитой)                   | —                       | —                       | —                       | —                       | —                       | —                       | 3                       | —                       | Внеальбомные синглы |  |
| 2023                                            | «Залетай в тренды» (совм. с K.KRASH)              | —                       | —                       | —                       | —                       | —                       | —                       | —                       | —                       | Внеальбомные синглы |  |
| 2023                                            | «Среда»                                           | —                       | —                       | —                       | —                       | —                       | —                       | —                       | —                       | Внеальбомные синглы |  |
| 2024                                            | «Грустный дэнс»                                   | —                       | —                       | —                       | —                       | —                       | —                       | —                       | —                       | Внеальбомные синглы |  |
| 2024                                            | «Мой мармеладный» (Я не права) (Катя Лель cover)  | —                       | —                       | —                       | —                       | —                       | —                       | —                       | —                       | Внеальбомные синглы |  |
| 2024                                            | «Пампим нефть»                                    | —                       | —                       | —                       | —                       | —                       | —                       | —                       | —                       | Внеальбомные синглы |  |
| 2024                                            | «Ты и я»                                          | —                       | —                       | —                       | —                       | —                       | —                       | —                       | —                       | Внеальбомные синглы |  |
| 2024                                            | «Kendall» (совм. с Moneyken)                      | —                       | —                       | —                       | —                       | —                       | —                       | —                       | —                       | Внеальбомные синглы |  |
| 2024                                            | «Так хочу»                                        | —                       | —                       | —                       | —                       | —                       | —                       | —                       | —                       | Внеальбомные синглы |  |
| 2024                                            | «Хорошо» (совм. с гр. Ленинград)                  | —                       | —                       | —                       | —                       | —                       | —                       | —                       | —                       | Бумеры и зумеры     |  |
| Символ «—» означает, что сингл не попал в чарт. |                                                   |                         |                         |                         |                         |                         |                         |                         |                         |                     |  |

## Несингловые песни, попавшие в чарты
| Год  | Название    | Высшая позиция в чартах | Альбом  |
| Год  | Название    | Литва AGATA Топ-100     | Альбом  |
| ---- | ----------- | ----------------------- | ------- |
| 2022 | «Как Mommy» | 12                      | Popstar |

## Видеоклипы
По информации из Apple Music и YouTube.
| Год  | Название                                          | Режиссёр                      |
| ---- | ------------------------------------------------- | ----------------------------- |
| 2019 | «Hola»                                            | не указан                     |
| 2019 | «GTA» (совм. с CMH и Пашей Техником)              | не указан                     |
| 2020 | «Uebok (Gotta Run)» (совм. с Apashe)              | Адриан Вильягомез Джон Де Бак |
| 2020 | «Когда меня рожали» (ранее — «АУЕ») (совм. с CMH) | Артём Туркин                  |
| 2020 | «Bloody Party»                                    | Артур Гамбитов                |
| 2020 | «Jail»                                            | Артур Гамбитов                |
| 2020 | «RPG» (совм. с CMH и Пашей Техником)              | не указан                     |
| 2020 | «Word Up»                                         | Даши Тогмитов                 |
| 2020 | «Витон» (совм. с Moneyken)                        | Олег Еропкин                  |
| 2020 | «Факт»                                            | Даши Тогмитов                 |
| 2021 | «Грязный клуб» (совм. с Moneyken)                 | Даши Тогмитов                 |
| 2021 | «Легендваген» (совм. с Moneyken)                  | Олег Еропкин                  |
| 2021 | «Juicy»                                           | Олег Еропкин                  |
| 2022 | «Lipsi Ha»                                        | Олег Еропкин                  |
| 2022 | «Волосы назад»                                    | Олег Еропкин                  |
| 2022 | «Popstar»                                         | не указан                     |
| 2023 | «За деньги да»                                    | Никита Вильчинский            |
| 2023 | «Альфа-Самка»                                     | не указан                     |
| 2023 | «На титанике» (совм. с Лолитой)                   | Антон Меньшиков               |
| 2023 | «Среда»                                           | не указан                     |
| 2024 | «Мой мармеладный» (Я не права) (cover Катя Лель)  | Aitöre Joldasqali             |
| 2024 | «Пампим нефть»                                    |                               |
| 2024 | «Хорошо» (совм. с гр. Ленинград)                  |                               |